# 106-й меридіан східної довготи
106-й меридіан східної довготи — лінія довготи, що лежить на 106 градусів східніше Гринвіцького меридіана. Вона проходить від Північного полюса через Північний Льодовитий океан, Азію, Індійський океан, Південний океан та Антарктиду до Південного полюса.
106-й меридіан східної довготи формує велике коло разом із 74-тим меридіаном західної довготи.

## Список географічних об'єктів, що перетинає 106° сх. д.
Починаючи на Північному полюсі та рухаючись до Південного полюса, 106-й меридіан східної довготи проходить через:
| Координати                                                   | Країна, територія або море | Примітки |
| ------------------------------------------------------------ | -------------------------- | --- |
| 90°0′ пн. ш. 106°0′ сх. д. / 90.000° пн. ш. 106.000° сх. д.  | Північний Льодовитий океан | |
| 79°58′ пн. ш. 106°0′ сх. д. / 79.967° пн. ш. 106.000° сх. д. | Море Лаптєвих              | Проходить західніше острова Старокадомського[ru], Росія |
| 77°26′ пн. ш. 106°0′ сх. д. / 77.433° пн. ш. 106.000° сх. д. | Росія                      | |
| 77°18′ пн. ш. 106°0′ сх. д. / 77.300° пн. ш. 106.000° сх. д. | Море Лаптєвих              | |
| 77°0′ пн. ш. 106°0′ сх. д. / 77.000° пн. ш. 106.000° сх. д.  | Росія                      | Проходить через озеро Байкал |
| 50°24′ пн. ш. 106°0′ сх. д. / 50.400° пн. ш. 106.000° сх. д. | Монголія                   | |
| 42°1′ пн. ш. 106°0′ сх. д. / 42.017° пн. ш. 106.000° сх. д.  | КНР                        | Внутрішня Монголія Нінся Ганьсу — приблизно на 5 км Нінся — приблизно на 4 км Ганьсу Шеньсі Сичуань Чунцін Сичуань Гуйчжоу Сичуань Гуйчжоу Гуансі Юньнань Гуансі |
| 22°56′ пн. ш. 106°0′ сх. д. / 22.933° пн. ш. 106.000° сх. д. | В'єтнам                    | |
| 19°58′ пн. ш. 106°0′ сх. д. / 19.967° пн. ш. 106.000° сх. д. | Південнокитайське море     | Тонкінська затока |
| 18°23′ пн. ш. 106°0′ сх. д. / 18.383° пн. ш. 106.000° сх. д. | В'єтнам                    | |
| 17°28′ пн. ш. 106°0′ сх. д. / 17.467° пн. ш. 106.000° сх. д. | Лаос                       | |
| 13°56′ пн. ш. 106°0′ сх. д. / 13.933° пн. ш. 106.000° сх. д. | Камбоджа                   | |
| 11°42′ пн. ш. 106°0′ сх. д. / 11.700° пн. ш. 106.000° сх. д. | В'єтнам                    | |
| 11°11′ пн. ш. 106°0′ сх. д. / 11.183° пн. ш. 106.000° сх. д. | Камбоджа                   | |
| 10°52′ пн. ш. 106°0′ сх. д. / 10.867° пн. ш. 106.000° сх. д. | В'єтнам                    | |
| 9°18′ пн. ш. 106°0′ сх. д. / 9.300° пн. ш. 106.000° сх. д.   | Південнокитайське море     | Проходить через острови Анамбас, Індонезія |
| 1°35′ пд. ш. 106°0′ сх. д. / 1.583° пд. ш. 106.000° сх. д.   | Індонезія                  | Проходить через острови Банка та Суматра |
| 3°18′ пд. ш. 106°0′ сх. д. / 3.300° пд. ш. 106.000° сх. д.   | Яванське море              | |
| 5°54′ пд. ш. 106°0′ сх. д. / 5.900° пд. ш. 106.000° сх. д.   | Індонезія                  | Проходить через острів Ява |
| 6°49′ пд. ш. 106°0′ сх. д. / 6.817° пд. ш. 106.000° сх. д.   | Індійський океан           | Проходить східніше острова Різдва, Острів Різдва |
| 60°0′ пд. ш. 106°0′ сх. д. / 60.000° пд. ш. 106.000° сх. д.  | Південний океан            | |
| 66°14′ пд. ш. 106°0′ сх. д. / 66.233° пд. ш. 106.000° сх. д. | Антарктида                 | Проходить через Австралійську антарктичну територію (претендує Австралія)                                                                                        |